# Bolbocaffer sansibaricum
Bolbocaffer sansibaricum är en skalbaggsart som beskrevs av Hermann Julius Kolbe 1894. Bolbocaffer sansibaricum ingår i släktet Bolbocaffer och familjen Bolboceratidae. Inga underarter finns listade.